# Rolipram
Rolipram je PDE4-inhibitor. Poput većine PDE4-inhibitora, on je antiinflamatorni lek. Rolipram je studiran kao mogući antidepresiv. Nedavne studije su pokazale da rolipram manifestuje antipsihotičke efekte. Drugi korisni efekti roliprama identifikovani u eksperimentima na životinjama su:
- Poboljšana dugotrajna memorija[6]
- Povećana budnost[7]
- Povišena neuroprotekcija[8][9]

Ispitivanja su takođe pokazala da rolipram može da bude koristan u tretmanu Alchajmerove bolesti, Parkinsonove bolesti kao i u regeneraciji presečenih aksonskih tela kičmene moždane.